# Quartiermastro

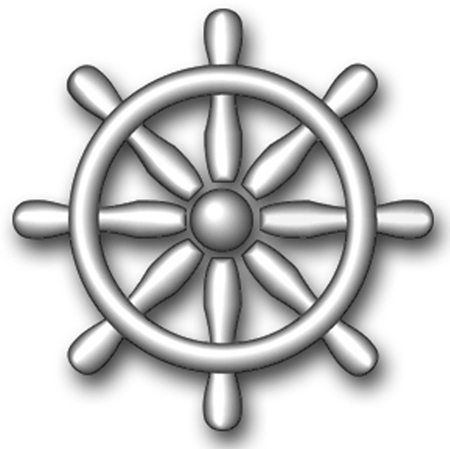
Distintivo della US Navy

Il quartiermastro è un grado della gerarchia militare. 

## Storia
Il titolo era comune in diversi stati. Nei secoli XVI e XVII il suo compito era curare l'alloggiamento, il vettovagliamento, la custodia della cassa e della contabilità di un corpo di esercito e in alcuni casi faceva parte dello stato maggiore nell'ordinamento militare di vari Stati. 
Nella marina da guerra velica, era l'ufficiale con il compito di chiamare gli uomini dell'equipaggio "a fare il quarto" (cioè era colui che organizzava i turni di guardia) e a eseguire determinate manovre. In passato era il cassiere civile dei comandi dei dipartimenti militari marittimi; oggi in molte marine militari fa parte del rango dei sottufficiali ed è detto capoguardia.
Nell’esercito tedesco tale denominazione rimase in vigore fino alla prima guerra mondiale.

## Italia
Nella marina militare italiana, era un ufficiale con il grado di luogotenente o di capitano.

## Francia
Nella Marine Nationale il quartiermastro fa parte dei sottufficiali subalterni, Il grado ha due livelli: Quartier maître de 1e classe e Quartier maître de 2e classe.
Il Quartiermatro di 1ª classe è equivalente al "caporale capo" dell'esercito e al "brigadiere" della Gendarmerie Nationale, il quartiermastro di prima classe è soprannominato "chouf". Questo soprannome verrebbe dalla caldaia a vapore delle vecchie navi: "chouf" sarebbe quindi un diminutivo di chauffeur; questa ipotesi sembra essere confermata dal fatto che, tradizionalmente, solo i Quartiermatri di 1ª classe della specialità meccanici, che erano anche gli unici addetti alle caldaie a vapore, erano chiamati "chouf", mentre il Quartiermatro di 1ª classe di altre specialità era soprannominato "granchio-capo" . Un'altra spiegazione potrebbe essere che il Quartiermatro di 1ª classe occupasse il posto di guardia: il soprannome verrebbe quindi dall'arabo شُفْ [šuf] che significa "guarda!". Questa spiegazione è inverosimile e infondata. Il nome di Chouf deriva dalla complicata pronuncia di "quartier maître chef chauffeur", che fu rapidamente abbreviato in "crabe chef" e poi "chouf". Oggi è comunemente usato solo il soprannome "chouf".
Il Quartiermatro di 2ª classe è equivalente a "caporale" dell'esercito e al "brigadiere" della Gendarmerie Nationale è comunemente soprannominato "granchio", forse a causa dei galloni rossi del suo distintivo di grado che richiamano le tenaglie del crostaceo, mentre un'altra spiegazione fa risalire questo soprannome al tempo delle navi a vapore, dove i Quartiermatri di 2ª classe erano responsabili della fornitura di carbone alle caldaie; essendo i passaggi spesso congestionati, trasportavano i secchi camminando lateralmente, come granchi.
|                     | OR-3                         | OR-4                          |
| ------------------- | ---------------------------- | ----------------------------- |
| controspallina      |                              |                               |
| Paramano            |                              |                               |
| Francese            | Quartier-maître de 2e classe | Quartier-maître de 1re classe |
| Traduzione italiano | Quartiermastro 2ª classe     | Quartiermastro 1ª classe      |

## Paesi Bassi
Nella Regia Marina olandese il grado di Quartiermastro (olandese: Kwartiermeester) è riservato al personale di coperta, omologo al caporale (olandese: Korporaal) nella fanteria di marina, degli altri corpi e servizi della Marina e delle altre forze armate olandesi.
| Koninklijke Marine |           |                  |                  |                          |
| Bootsman2 | Bootsman2 | Kwartiermeester2 | Kwartiermeester2 | Matroos der 1ste klasse1 |
| 1(grado della Koninklijke Marine); nel Korps Mariniers il grado omologo è Marinier der 1ste klasse 2 (grado del personale di coperta); il grado omologo al Bootsman negli altri corpi e servizi della Marina è Sergeant |           |                  |                  |                          |

## Danimarca
In Danimarca il titolo venne utilizzato fino al 1842; da allora il quartiermastro fu chiamato contabile, termine che fu sostituito dal termine intendente, introdotto nel 1860. Nel 1922 venne ripristinato il termine contabile.

## Norvegia
Il quartiermastro fu introdotto nell'esercito norvegese nel 1867; sotto la supervisione del comandante, aveva la supervisione dell'armamento, del vestiario e dell'equipaggiamento del dipartimento e ne era anche il contabile. Deteneva il grado di capitano. Dopo l'Ordinanza dell'Esercito del 1909, quando fu introdotta l'amministrazione di reggimento, la posizione fu trasferita ai sottufficiali.
Il grado di Quartiermastro (norvegese: Kvartermester) attualmente è presente solamente nella Regia Marina Norvegese ed è articolato su due livelli: kvartermester e Senior kvartermester, omologhi al sergente e al secondo capo della Marina Militare Italiana; il successivo grado di Skvadronmester è omologo al secondo capo scelto della Marina Militare Italiana. 
Gli aspiranti ufficiali della Marina hanno il grado di kvartermester, paragonabile al grado di Aspirante guardiamarina della Marina Militare Italiana.
| Codice NATO                   | OR-5          | OR-5          | OF-(D) |
| ----------------------------- | ------------- | ------------- | ------ |
| Kongelige Norske Sjøforsvaret |               |               |        |
| Senior kvartermester          | Κvartermester | Κvartermester |        |

Fino al 1° luglio 1975 nella Marina Militare Norvegese era presente il grado di Quartiermastro di I Classe, equivalente al sergente maggiore nell'Esercito e al sergente di squadriglia nell'Aeronautica, e si collocava tra il Quartiermastro e il Quartiermastro di Bandiera.
I gradi di Quartiermastro di I Classe e di Quartiermastro di Bandiera cessarono il 1° luglio 1975 sostituiti rispettivamente dai gradi di ufficiale di alfiere e tenente. L'Ordinanza del 1° gennaio 1977 ha stabilto che il più anziano dei vecchi Quartiermastri di Bandiera ricevesse il grado di capitano-tenente.

## Impero russo

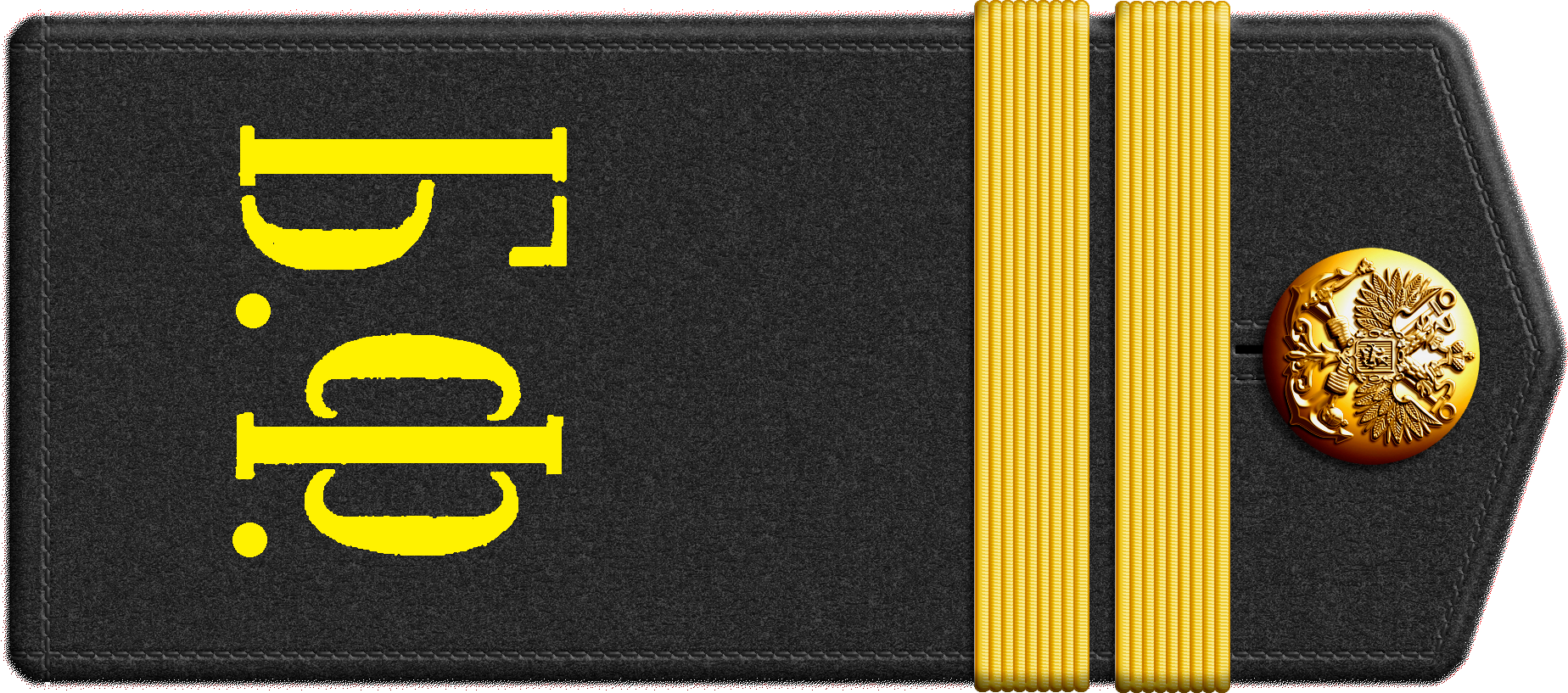
grado di Kvartirmejster della Marina Imperiale Russa

Nell'Impero russo Quartiermastro (russo: Квартирмейстер; traslitterato: Kvartirmejster) era un grado della Marina Imperiale superiore a marinaio di prima classe (russo: Матрос первой статьи; traslitterato: Matros pervoy stat'i) e inferiore a Bocmanmat (cirillico: Боцманмат). 
Nei servizi a terra e nella fanteria di marina il grado omologo era Morskoj mladšij unter-oficer (cirillico: Морской младший унтер-офицер).
Il grado corrispondente nell'attuale Marina russa è Staršina 2 stat'i.
| Gradi militari della Rossijskij Imperatorskij Flot           |                                 |                                        |
| grado inferiore: Matros pervoy stat'i (Матрос первой статьи) | Kvartirmejster (Квартирмейстер) | grado superiore: Bocmanmat (Боцманмат) |